# 6-Korn Bier
6-Korn Bier je pivo vyráběné německým pivovarem Pyraser Landbrauerei, prvně uvařené v roce 2003.

## Historie
6-Korn Bier je vařeno od roku 2003. Při výrobě se využívá šesti různých sladových zrn, z čehož tak pochází jeho název. Autorem piva je sládek Helmut Sauerhammer, který pro pivovar Pyraser začal pracovat po krachu svého vlastního minipivovaru. 6-Korn Bier vzniká z 20 % pšenice a 20 % ječmene. K výrobě piva se využívá šrotovaný škrob, který nápoji přináší ovocené a ořechové aroma. Dále pak žito pro kořeněnost, proso pro plnou chuť a oves pro krémovější podchuť piva.
Pivo si našlo své příznivce a v současné době se vyváží i do Rakouska, Francie nebo Číny.